# 市丸瑞希
市丸瑞希（1997年5月8日—），日本足球運動員，前日本20歲以下足球代表隊成員。現效力於日職球隊大阪飛腳。

## 俱乐部生涯
2016年，市丸瑞希在大阪飛腳开始足球生涯。

## 日本國家足球隊
市丸瑞希参加了2017年U-20世界盃。

## 外部連結
- （日語）J.League Data Site （页面存档备份，存于）